# Walter Donati
Walter Donati (* 1938 in Potsdam) ist ein deutsch-italienischer Opernsänger (Bariton).

## Leben
Donati wurde in Deutschland geboren, ist aber in Italien aufgewachsen. Er debütierte 1983 in Verdis Giovanna d’Arco und sang schon ein Jahr später an der Mailänder Scala. In den ersten neun Jahren seiner Sängerlaufbahn sang er 36 Rollen als Tenor. 1992 folgte der Wechsel ins Baritonfach.

## Gastspiele an folgenden Opern
Rom, Paris, Buenos Aires, Venedig, Prag, Budapest, London, Barcelona, Florenz, Catania, Santiago de Chile, Helsinki, u. a. und  z. Zt. Engagement am Badischen Staatstheater Karlsruhe.

## Rollen (Auswahl)
Rigoletto, Nabucco, Germont (La traviata), Amonasro (Aida), Tonio (Bajazzo), Scarpia (Tosca), Gleby (Siberia).